# Pseudepicorsia
Pseudepicorsia là một chi bướm đêm thuộc họ Crambidae.